# Nikołaj Dygaj
Nikołaj Aleksandrowicz Dygaj (ros. Николай Александрович Дыгай, ur. 29 października?/11 listopada 1908 we wsi Pokrowskoje w Obwodzie Wojska Dońskiego, zm. 6 marca 1963 w Moskwie) – radziecki polityk, zastępca przewodniczącego Rady Ministrów ZSRR (1958-1963), minister budownictwa ZSRR (1953-1957).
1925-1926 pracownik Dońskiego Okręgowego Komitetu Komsomołu, a 1927-1929 Taganroskiej Fabryki Metalurgicznej. 1929 ukończył wieczorowy fakultet robotniczy w Taganrogu i został członkiem WKP(b), a 1935 Akademię Wojskowo-Inżynieryjną Armii Czerwonej. 1935-1936 inżynier na budowie kombinatu metalurgicznego w Niżnym Tagile, 1937-1938 przewodniczący Komitetu Wykonawczego Rady Miejskiej w Niżnym Tagile, 1938-1939 szef trustu "Urałtiażstroj", 1939-1949 członek Kolegium Ludowego Komisariatu/Ministerstwa Budownictwa ZSRR, 1946-1947 zastępca ludowego komisarza/ministra, a od 14 czerwca 1947 do 9 marca 1949 Minister Budownictwa Wojskowych i Wojskowo-Morskich Przedsiębiorstw ZSRR. Od 9 marca 1949 do 15 marca 1953 minister budownictwa przedsiębiorstw inżynieryjnych ZSRR, od 15 marca 1953 do 23 września 1957 minister budownictwa ZSRR, od 29 maja 1957 do 25 lutego 1958 minister budownictwa Rosyjskiej FSRR. Od 14 października 1952 do 17 października 1961 zastępca członka, a od 31 października 1961 do śmierci członek KC KPZR. Od 1958 zastępca przewodniczącego Rady Ministrów ZSRR, od 20 sierpnia 1959 do 27 stycznia 1961 przewodniczący Komisji Prezydium Rady Ministrów ZSRR ds. Zagadnień Inwestycji Kapitałowych - minister ZSRR. Od 2 września 1961 do 6 marca 1963 przewodniczący Komitetu Wykonawczego Rady Miejskiej w Moskwie. Deputowany do Rady Najwyższej ZSRR 2, 4, 5 i 6 kadencji. Jego prochy złożono na cmentarzu przy Murze Kremlowskim.

## Odznaczenia
- Order Lenina (dwukrotnie)
- Order Czerwonego Sztandaru Pracy (dwukrotnie)
- Order Czerwonej Gwiazdy